# Nông Văn Vân
Nông Văn Vân hay còn gọi là Nùng Văn Vân (農文雲, ?-1835) là thủ lĩnh cuộc nổi dậy chống Nguyễn của các dân tộc vùng Việt Bắc trong lịch sử Việt Nam. Cuộc nổi dậy nổ ra từ đầu tháng 7 (âm lịch) năm Quý Tỵ (1833) đến khoảng giữa tháng 3 (âm lịch) năm Ất Mùi (1835) thì bị triều đình nhà Nguyễn dập tắt với việc phóng hỏa đốt rừng Thẩm Pát ở Tuyên Quang và tuyên bố là đã tìm thấy Nông Văn Vân bị chết cháy ở trong đó. Tuy không đầy hai năm, nhưng đây là một cuộc đấu tranh rộng lớn và tiêu biểu nhất của các dân tộc thiểu số ở thế kỷ 19, và đã làm cho quan quân nhà Nguyễn khá khốn đốn.

## Xuất thân
Nông Văn Vân là người Tày ở châu Bảo Lạc, là một châu vùng cao ở tỉnh Tuyên Quang (nay thuộc tỉnh Cao Bằng). Tổ tiên ông vốn nhiều đời lĩnh quyền cai quản nơi đây. 
Căn cứ sách Bắc Kỳ tiễu phỉ, khoảng giữa thế kỷ 18 đời nhà Hậu Lê, Nông Văn Bật được cử làm thổ ty châu Bảo Lạc. Thời Tây Sơn, con cháu ông Bật là Nông Văn Liêm lên thay. Sang thời Nguyễn, sau khi ông Liêm và con trưởng là Nông Văn Trang mất, người con thứ hai là Nông Văn Vân lên giữ chức Tri châu .

## Khởi binh chốngnhà Nguyễn
Bài chính: Cuộc nổi dậy Nông Văn Vân
Vào đời vua Minh Mạng, ở một số tỉnh miền núi như Tuyên Quang, Thái Nguyên, Lạng Sơn, Cao Bằng... nhà vua đặt chức lưu quan do người Kinh nắm giữ ở bên cạnh các quan người dân tộc. Do họ thường hay ức hiếp, nhũng nhiễu, nên các thổ quan và người dân rất căm ghét, chỉ chờ dịp nổi lên đánh đuổi .
Tháng 5 (âm lịch) năm Quý Tỵ (1833), Lê Văn Khôi (em vợ Nông Văn Vân) vì bất mãn đã khởi binh chiếm lấy thành Phiên An ở Gia Định. Vua Minh Mạng lập tức cử quân đi đánh dẹp, đồng thời lệnh cho quan lại ở Cao Bằng truy nã vợ con và họ hàng Lê Văn Khôi đang cư ngụ ở đó.
Theo sử liệu, thì viên Án sát Cao Bằng là Phạm Đình Trạc liền ra lệnh bắt hai con, 1 người em ruột và 14 người thân thuộc của Lê Văn Khôi. Lại sai đào mả ông nội (Bế Văn Sĩ) và cha đẻ (Bế Văn Kiện hay Viên) của Lê Văn Khôi rồi đốt hài cốt ra tro. Nông Vân Vân lúc bấy giờ đang làm tri châu Bảo Lạc cũng bị truy nã vì là anh vợ Khôi...
Sẵn lòng căm ghét, Nông Văn Vân liền vận động các tù trưởng bất mãn, những người dân bị áp bức, được khoảng sáu ngàn người  cùng đứng lên chống Nguyễn. Việc làm đầu tiên của Nông Văn Vân là thích bốn chữ "Tỉnh quan thiên hối" (quan tỉnh thiên vị, ăn hối lộ) vào mặt phái viên do quan tỉnh cử đến rồi đuổi về.
Ngày 2 tháng 7 (âm lịch) năm Quý Tỵ (1833), Nông Văn Vân tự xưng là "Tiết chế thượng tướng quân", lập đại bản doanh ở Vân Trung thuộc châu Bảo Lạc , rồi dẫn quân đi đánh đồn Phúc Nghi (nằm bên hữu ngạn sông Gâm), đồn Ninh Biên (sau Minh Mạng cho đổi tên là An Biên, nay thuộc thị xã Hà Giang), và vây hãm thành tỉnh Tuyên Quang.
Thu được một số kết quả, nhiều tù trưởng, đông đảo nhân dân các dân tộc ở Việt Bắc, một số họ hàng của Lê Văn Khôi,và một số thợ mỏ người Hoa đã tự nguyện đứng vào đội ngũ quân nổi dậy. 
Sách Bắc Kỳ tiễu phỉ (Quyển 47), chép: 
Thổ phỉ Tuyên, Cao, Thái, Lạng lan tràn, chỗ nào cũng có đứa hùng trưởng, mà đều lấy giặc Vân làm chủ...
Sách Đại Nam thực lục (Quyển 18), chép: 
Việc nổi loạn là do Nông Văn Vân xướng xuất, tù trưởng các châu đều họa theo và đều nhận chức quan của Vân...
Để trấn áp lực lượng nổi dậy đang ngày càng lớn mạnh, vua Minh Mạng cho Tổng đốc Sơn Hưng Tuyên là Lê Văn Đức làm Tổng tiễu bộ Tuyên Quang thổ phỉ quân vụ, Thự tổng đốc Hải Yên là Nguyễn Công Trứ làm Tham tán, cùng mang hàng ngàn quân ra trận. Lại nghe quân nổi dậy vây đánh Cao Bằng, Lạng Sơn, Thái Nguyên...ngặt quá, nhà vua cử thêm An Tĩnh Tổng đốc là Tạ Quang Cự làm Tổng thống Lạng Bình quân vụ đại thần, đem quân lên mạn Cao Bằng, Lạng Sơn; và sai Tổng đốc Ninh Thái là Nguyễn Đình Phổ, đem lính cơ và súng thần công tới Thái Nguyên liệu bề đánh dẹp.
Phần vì địa hình hiểm trở, phần thì quân nổi dậy đã chiến đấu rất ngoan cường, đến khoảng cuối năm 1833, quân triều đình mới lần lượt thu lại được các tỉnh thành đã mất. Chỉ nói riêng về đạo quân chủ lực do tướng Lê Văn Đức chỉ huy, trên chặng đường từ Ninh Biên vào Vân Trung, phải mất một tháng rưỡi. Điểm lại quân số, khi đi có một vạn quân, vào đến Vân Trung đã có 2.400 lính ốm với hơn 100 tên bỏ mạng dọc đường, nhiều thổ dũng bỏ trốn, lúc đến Vân Trung chỉ còn non một nửa . Tuy bị hao tổn nhiều, nhưng đạo quân của tướng Lê Văn Đức cũng vào được đại bản doanh Vân Trung và Ngọc Mạo (Đồng Mu ngày nay) .
Trong khoảng thời gian ấy (cuối năm 1833), Nông Văn Vân đang bị các đạo quân triều vây đánh rất ngặt. Để bảo toàn lực lượng, ông bèn gom quân chạy sang Trung Quốc. Nhưng khi quân triều vừa rút đi, thì Nông Văn Vân lại trở về nước (tháng Giêng năm Giáp Ngọ, 1834), lại tiếp tục tập họp quân đánh phá như cũ. 
Liệt kê một vài vụ nổi bật được chép trong Quốc triều sử toát yếu, trích: 
-Tháng Giêng (âm lịch) năm 1834,...Giặc tỉnh Tuyên Quang là Nồng Văn Sĩ lại nhóm đảng hơn 1.000 người kéo đi đánh nhau với quan quân đạo Cao Bằng....Ngài (Minh Mạng) dụ rằng: ...(các tướng) đến thẳng Ngọc Mạo, Vân Trung, đạp bằng sào huyệt giặc, làm sao bắt chém được thằng Vân, thằng Đản, thằng Cẩn mới cho đem quân về.
-Tháng 2 (âm lịch),...Đạo quân Cao Bằng đánh nhau với giặc ở Đinh Lãm bị thua, Tạ Quang Cự và Võ Văn Từ đều bị cách tước.
-Tháng 3 (âm lịch),...Án sát đạo Thái Nguyên là Nguyễn Mưu, phó Lãnh binh Nguyễn Văn Ưng đánh giặc ở phố Bắc Nẩm bị thua. Quản cơ Nguyễn Văn Anh và Chánh đội Nguyễn Đình Cát đều tử trận, Mưu bị giặc bắt sống, Vệ úy Võ Văn Sơn bị giặc giết. Ngài nghe, Mưu phải cách chức...Giặc Thái Nguyên tràn xuống đồn Chợ Rã và Chợ Mới. Lãnh binh Nguyễn Văn Ưng lui đóng tại đồn Chợ Đô báo cho Nguyễn Đình Phổ đem quân phòng triệt và đem việc ấy tâu lên. Ngài sai đem thêm lính và voi tỉnh Hà Nội, tỉnh Nam Định, tiếp thêm đánh giặc.
-Tháng 7 (âm lịch),...Đảng giặc Tuyên Quang là Nồng Văn Sĩ, Nồng Văn Hoành lại nhóm họp ở hạt Cấm Hóa tỉnh Thái Nguyên, đến hơn 1.000 người, chia làm 3 đạo: một đạo xuống đồn Bắc Kạn ở châu Bạch Thông, một đạo xâm qua đồn Gia Bằng tỉnh Cao Bằng, một đạo tới núi Tiêm Lĩnh tỉnh Lạng Sơn toan cướp lương... Cao Bằng, Thái Nguyên đều phái binh chống cự và đem việc tâu lên. Cũng trong tháng này, giặc Nông Văn Vân tấn bức tỉnh Cao Bằng (lần thứ hai); Bố, Án, Lãnh binh và Văn Hữu Xuân (đều) bỏ thành chạy lui về đồn Na Lãnh tỉnh Lạng Sơn...

## Bị truy đuổi, qua đời
Tuy cố sức kình chống, nhưng từ giữa tháng 11 (âm lịch) năm Giáp Ngọ (1834), cuộc nổi dậy do Nông Văn Vân làm thủ lĩnh cứ diễn biến xấu dần, và trên thực tế đang bước vào giai đoạn cuối. Ở mặt trận Thái Nguyên, nhiều căn cứ quan trọng của quân nổi dậy ở các xã Nhạn Môn, Bằng Thành, Bộc Bố, nhất là hệ thống đồn trại ở Bắc Niệm...đều đã lọt vào tay quân triều. Ở Tuyên Quang, sau trận quyết chiến ở khu rừng Bạch Đích thì "cổ họng vào Bảo Lạc ở phía tây" coi như đã bị cánh quân của Lê Văn Đức chọc thủng...Ngày 14 tháng 11 (âm lịch), được tin đạo quân Tuyên Quang của tướng Đức đã vào đến Vân Trung, tướng Tạ Quang Cự liền tập trung hơn 2.500 quân thuộc đạo Cao Bằng, nhân đêm tối vượt qua lũng Dầu, theo đường tắt đánh thẳng vào Cạm Bẻ (Bế Lĩnh), là cửa ngõ phía đông của căn cứ Ngọc Mạo, rồi tràn xuống thung lũng Ngọc Mạo...Tháng 12 (âm lịch), Nguyễn Đình Phổ và Nguyễn Công Trứ vừa đi vừa đánh, lần lượt chiếm lấy Bắc Nẫm, Cổ Đạo, Giai Lạc...Khi ba đạo quân Tuyên, Cao, Thái hội ở Vân Trung, thì "nghịch Vân đã đem vợ con trốn sang Tàu".
Đồng thời với việc cho quan quân tiến vào đánh phá Vân Trung, vua Minh Mạng còn sai bộ Lễ gửi công văn nhờ các quan nhà Thanh hỗ trợ phòng khi Nông Văn Vân chạy sang Trung Quốc lần nữa. Ngoài hai việc ấy, nhà vua còn cho đổi châu Bảo Lạc thành huyện Để Định, lựa hai thổ ty đắc lực đặt làm Tri huyện và Huyện thừa, cốt để triệt phá hậu phương lớn của thủ lĩnh Vân .
Quả nhiên, Nông Văn Vân chạy sang Trung Quốc như đã kể trên, bị quân nhà Thanh đuổi bắt, lại phải trở về Bảo Lạc, định củng cố lại lực lượng. Quân triều lại tập trung đánh vào nơi ấy, ông tháo chạy vào rừng. Bị cả ba đạo quân triều truy lùng ráo riết, nhiều chỉ huy của quân nổi dậy bị bắt hoặc ra hàng. Trong số ra hàng, có viên Chánh quản lữ là Nông Tịnh Hòa. Vì lời khai của ông này, mà quân triều dò được chỗ trú ẩn của Nông văn Vân.
Được tin Nông Văn Vân đang ẩn ở xã Ân Quang, quan quân nhà Nguyễn liền đi truy nã, nhưng ông đã chạy thoát vào rừng Thẩm Pát (ở gần căn cứ Ngọc Mạo, thuộc Bảo Lạc). Sau khi cho quân vây kín cả bốn mặt, ngày 11 tháng 3 năm 1835, tướng chỉ huy ra lệnh phóng hỏa đốt rừng, và nói là đã tìm thấy Nông Văn Vân bị chết cháy ở trong đó.
Sách Bắc Kỳ tiễu phỉ (Quyển 77) chép: 
...Ngày 9 tháng 3 (âm lịch) năm 1835 quan quân Nông Văn Vân thua trận, ẩn náu trong rừng Thẩm Pát bị quân triều đình phóng hỏa đốt cháy cả khu rừng. Nông Văn Vân bị thiêu chết, rơi xuống hang đá Thẩm Pát, bên cạnh xác chết còn có một thỏi vàng và một con dao găm mạ vàng bạc .
Sách Đại Nam chính biên liệt truyện thuật:
Tên ra thú là Nông Tịnh Hòa dò được thực đi báo nơi quân thứ, Lê Văn Đức và Phạm Văn Điển tức thì phái Vệ úy Nguyễn Văn Quyền đem hơn ngàn binh dũng tới vây bắt...Sợ Vân trốn thoát, (Nguyễn Văn) Quyền cho phóng hỏa đốt cả bốn mặt, (Nông Văn) Vân ở trong lỗ đá chui ra chết về lửa. Đức và Điển cho đệ lá hồng kỳ chạy như bay về báo tiệp và đóng hòm đầu Vân đưa dâng, rồi lấy sào cao treo ngược thây ở đỉnh núi Vân Trung. Thủ cấp Vân đưa tới, vua sai đem treo ở chợ búa ba hôm. Lại truyền cho các tỉnh từ Quảng Nam trở vào Nam và từ Quảng Trị trở ra Bắc treo ba hôm, sau đâm nát quẳng xuống hố xí. Mộ của tổ phụ Vân, (vua) sai người đào hài cốt ném xuống sông. Con Vân là Lôi đưa về Kinh xử trị, còn gia quyến và đồng đảng Vân đều bị giết hết, không còn sót mống nào.
Đến đây (tháng 3 âm lịch năm 1835), cuộc nổi dậy chống Nguyễn do Nông Văn Vân và đồng đội dày công xây dựng kể như đã bị dập tắt.

## Được khen ngợi, quý mến
Mặc dù cuộc nổi dậy kéo dài không lâu, nhưng theo một số nhà nghiên cứu, thì Nông Văn Vân quả là một thủ lĩnh có tài, bởi ông đã lôi kéo được đông đảo các tù trưởng và nhân dân các dân tộc thiểu số cùng theo , khéo lợi dụng địa thế rừng núi hiểm trở trong tấn công và phòng ngự, như lời của sử gia Trần Trọng Kim: Nông Văn Vân nhân được chỗ mường mán lắm núi rừng, bèn chia quân đi tản ra mọi nơi, tìm chỗ hiểm yếu trong núi rừng mà ẩn nấp. Hễ có quan quân đến, đánh được thì tiến, không đánh được thì lui, cứ ra vào, lui tới không nhất định. Quan quân đi đánh thật là khó nhọc và lại hao binh tổn tướng rất nhiều.
Ở Cao Bằng-Lạng Sơn có bài lượn và ở Na Hang có bài cọi, cả hai đều viết về ông và cuộc nổi dậy của ông. Điều này cho thấy các dân tộc ở Việt Bắc đã rất khâm phục và qúi mến Nông Văn Vân. Trích 4 câu trong bài cọi ở Na Hang (bản dịch):
...Tiếng đồn có ông Vân tốt quá
Giúp đỡ cho dân xã bản mường
Nhân dân quý yêu thương phục mến
(Ông) có đạo đức nổi tiếng tài năng...

## Sách tham khảo
- Quốc sử quán triều Nguyễn (Cao Xuân Dục làm tổng tài), Đại Nam chính biên liệt truyện. Nhà xuất bản Văn học, 2004.
- Quốc sử quán triều Nguyễn (Cao Xuân Dục làm tổng tài), Quốc triều sử toát yếu(phần Chính biên). Nhà xuất bản Văn học, 2002.
- Trần Trọng Kim, Việt Nam sử lược. Nhà xuất bản Tân Việt, Sài Gòn, 1968.
- Phạm Văn Sơn, Việt sử tân biên (Quyển 4). Tủ sách Sử học Việt Nam xuất bản, Sài Gòn, 1961.
- Nguyễn Phan Quang, Việt Nam thế kỷ XIX (1802-1884). Nhà xuất bản Thành phố Hồ Chí Minh, 2002.
- Nguyễn Phan Quang, Lịch sử Việt Nam (1427-1858), Quyển 2, Tập 2. Nhà xuất bản Giáo dục, 1977.